# Szloboda Éva

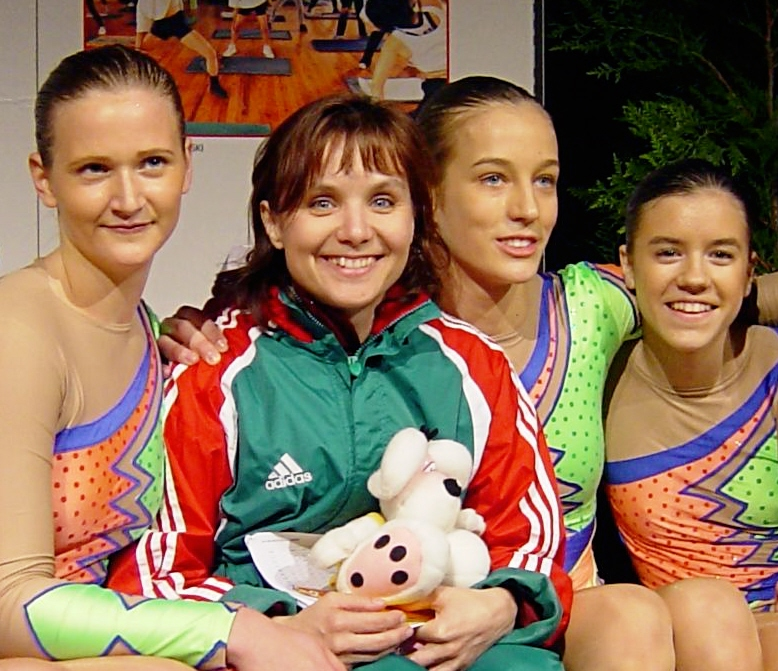
Szloboda Éva a tanítványaival

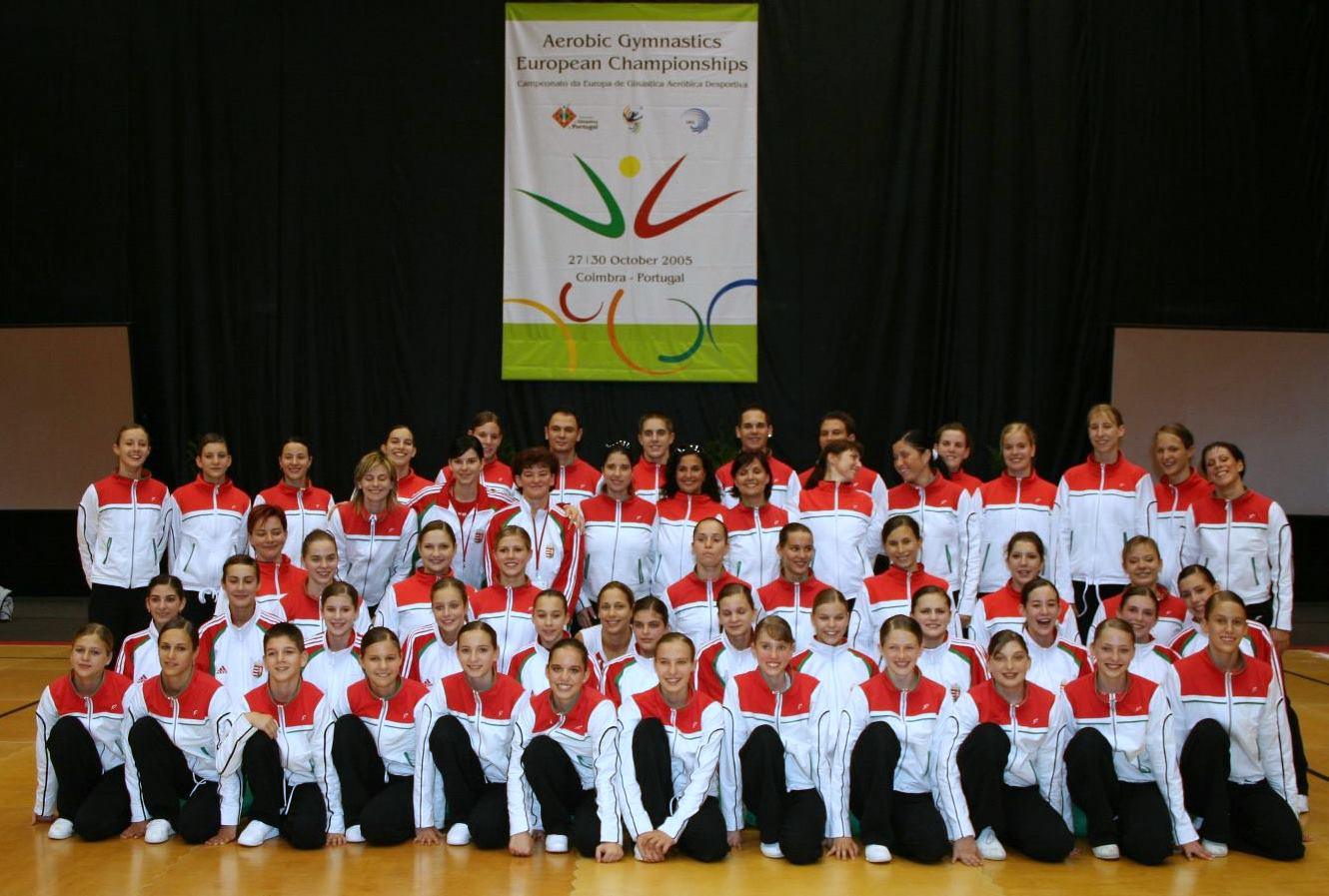
Coimbra EB 2005

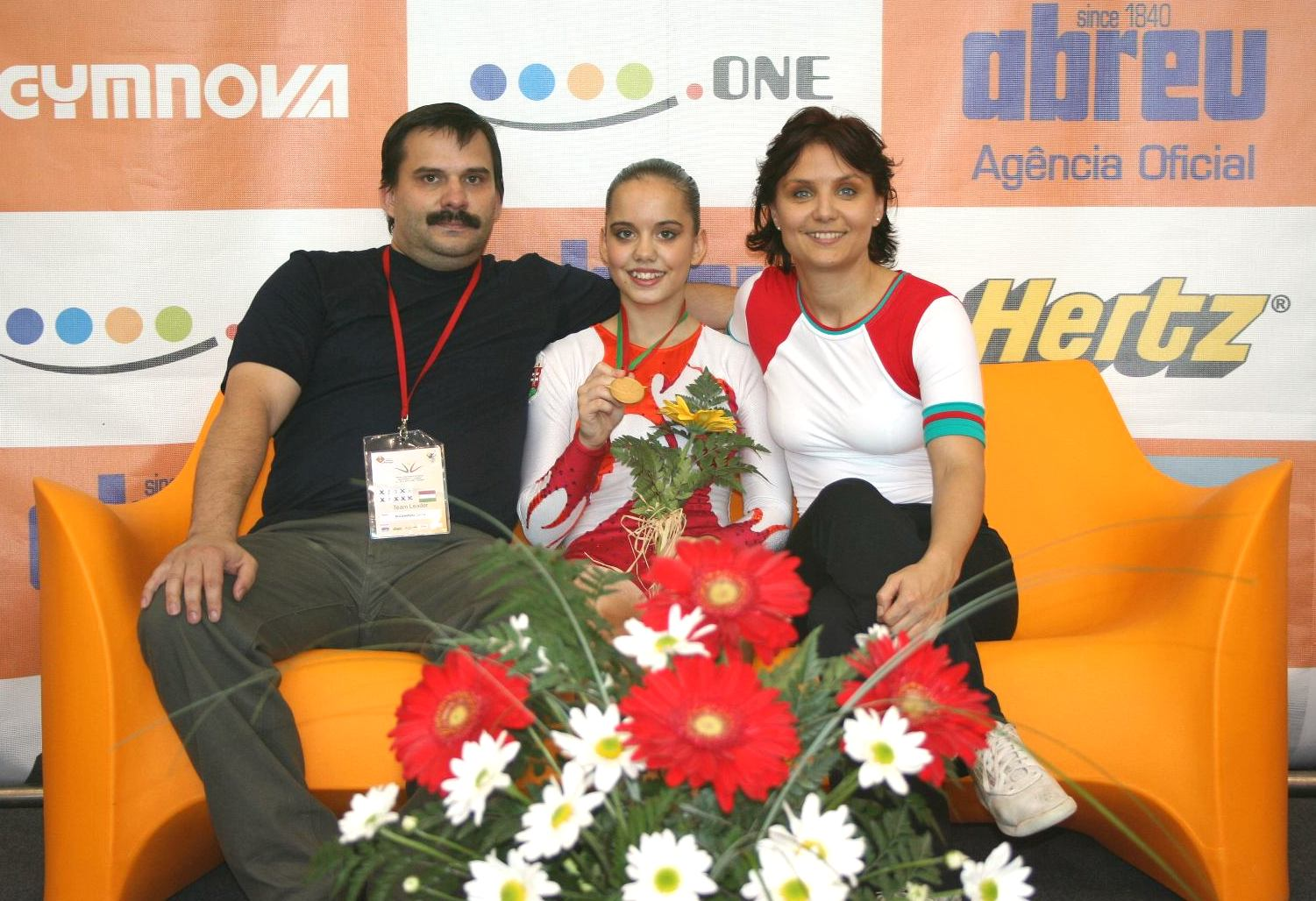
Aranyérmes az edzőkkel

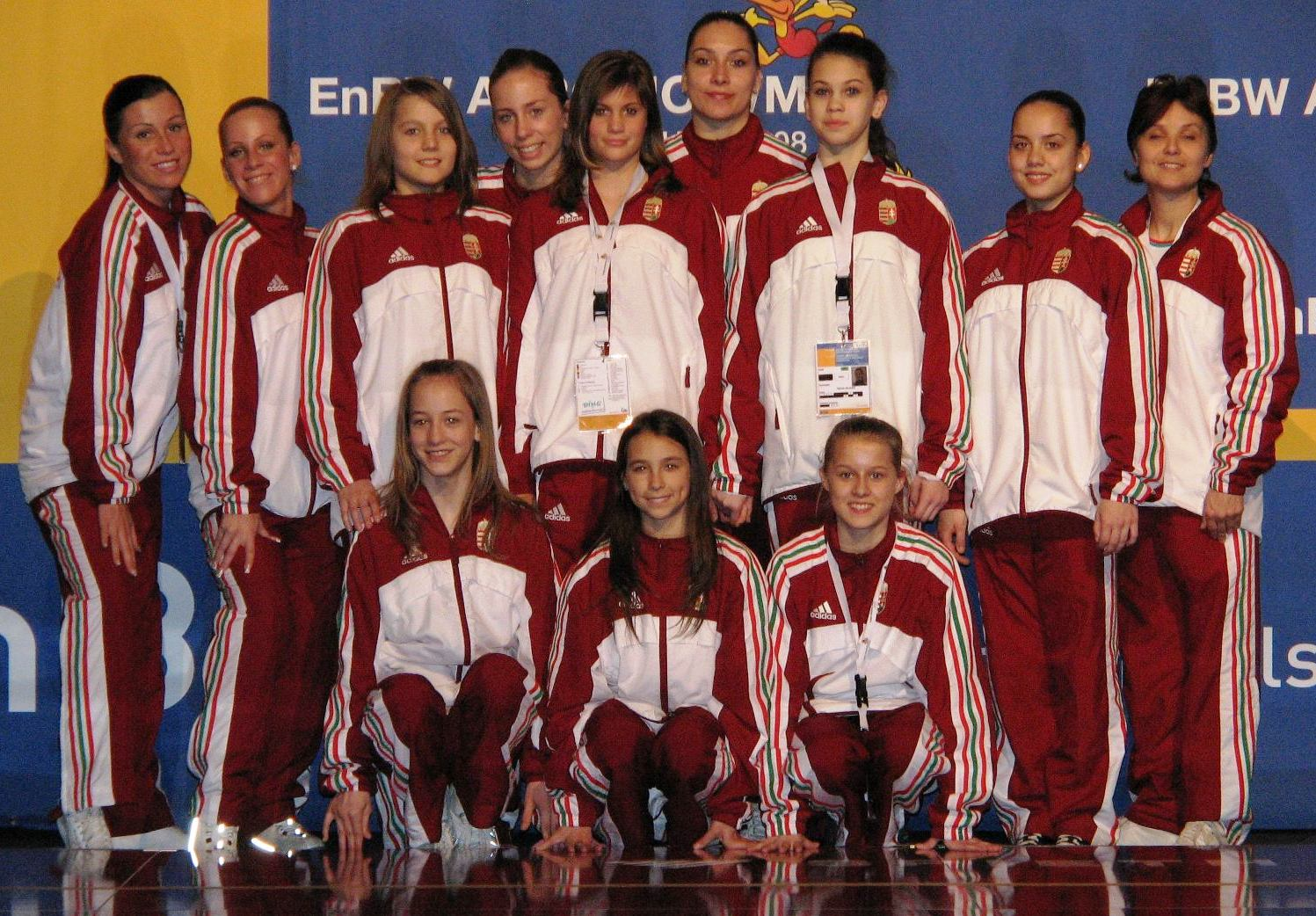
A válogatottal

Bucsánszkiné Szloboda Éva (Dunaújváros, 1968. augusztus 18. –) kétszeres Európa-bajnok, Világ Kupa és világbajnoki ezüstérmes, többszörös válogatott, hatvanszoros magyar bajnok tornász, sportaerobik-versenyző, edző, oktató, versenybíró. A Magyar Torna Szövetség Aerobik Szakági Bírálóbizottság tagja. 2012-ben a világ 15 legjobb aerobik bírója közé választották.
Férje Bucsánszki Csaba tornász. Egy gyermeke van, Bucsánszki Linda sportaerobik Európa-bajnok, világbajnoki 2. helyezett versenyző.

## Tanulmányai
- 1974-1987 Dunaújvárosi Kohász SE
- 1988-1993 Magyar Testnevelési Egyetem középfokú torna edző
- 1990-1992 A Táncművészeti Főiskola Táncpedagógusi szak
- 1995-1998 A Testnevelési Egyetem torna szakedzői szakán diploma

## Edzőként
- Dunaferr Sportegyesület
- Budapesti Honvéd Sportegyesület
- 1991-1993-ig FTC

## Megjelent könyve
Szloboda Éva: Kézikönyv nem csak testépítőknek (Totem Plusz Kiadó 2001)